# Pyrenula aurantiopileata
Pyrenula aurantiopileata är en lavart som beskrevs av Aptroot. Pyrenula aurantiopileata ingår i släktet Pyrenula och familjen Pyrenulaceae.   Inga underarter finns listade i Catalogue of Life.